# Днепровская воздушно-десантная операция
Днепровская воздушно-десантная операция, также Букринский десант — операция Красной Армии по высадке воздушного десанта в тыл немецких войск в ходе битвы за Днепр. Проводилась с 24 сентября по 28 ноября 1943 года с целью содействия войскам Воронежского фронта в форсировании Днепра. Наряду с Вяземской воздушно-десантной операцией является крупнейшей воздушно-десантной операцией РККА в годы войны. Окончилась неудачей.

## План и подготовка
Решение о проведении операции принято директивой Ставки Верховного Главнокомандования от 17 сентября 1943 года. Планом наступления войск Воронежского фронта (командующий генерал армии Н. Ф. Ватутин) предусматривалось накануне форсирования Днепра выбросить в течение двух ночей воздушный десант в Букринской излучине (район сёл Великий Букрин и Малый Букрин Киевской области), захватить плацдарм, перерезать основные пути сообщения, ведущие к Днепру и не допустить подхода к западному берегу Днепра резервов противника, тем самым обеспечить успешное ведения боя за расширение плацдармов на Днепре в районе Великого Букрина. Однако, пока производилась подготовка операции, советские войска 3-й гвардейской танковой армии уже форсировали Днепр у Великого Букрина в ночь на 22 сентября 1943 года. План операции при этом изменён не был, таким образом, десант получил чисто оборонительную задачу — не допускать подкрепления противника к уже захваченному Букринскому плацдарму.
Выполнение этой задачи возлагалось на 1-ю, 3-ю, и 5-ю воздушно-десантные бригады (вдбр), объединенные для удобства управления в воздушно-десантный корпус (около 10 000 человек, 24 орудия калибра 45 мм, 180 миномётов калибров 50 и 82 мм, 378 противотанковых ружей, 540 пулемётов). Командиром корпуса был назначен заместитель командующего воздушно-десантными войсками генерал-майор И. И. Затевахин. Ответственность за подготовку к высадке возлагалась на командующего ВДВ генерал-майора А. Г. Капитохина, но к планированию операции в штабе фронта ни он, ни Затевахин допущены не были. Для десантирования были выделены 150 бомбардировщиков Ил-4 и В-25 «Митчелл», 180 транспортных самолётов Ли-2, 10 самолетов-буксировщиков и 35 десантных планёров А-7 и Г-11. Авиационное прикрытие десанта осуществляла 2-я воздушная армия (командующий генерал-полковник авиации С. А. Красовский), координацию действий всех авиационных сил в операции осуществлял заместитель командующего авиацией дальнего действия генерал-лейтенант авиации Скрипко Н. С. Для дальнейшей поддержки действий десанта выделялись части дальнобойной артиллерии и авиации, были назначены офицеры-корректировщики (с десантом выброшены не были).
Исходными аэродромами для вылета самолётов с десантом стали Лебедин, Смородино, Богодухов к северу от Харькова.
Григорий Чухрай и малоизвестный участник десанта Матвей Лихтерман в своих воспоминаниях указывали на то, что утром над аэродромом Лебедин, откуда должны были вылетать десантники, пролетел немецкий самолет и сбросил листовки с текстом: «К встрече десанта готовы! Прилетайте поскорее!».

### Недостатки при подготовке операции
При подготовке операции были совершены серьёзные ошибки, следствием которых стала неудача операции:
1. Действия воздушно-десантных бригад были разобщены. Созданный воздушно-десантный корпус остался чисто административным объединением, его штаб к планированию операции не привлекался и в ходе операции не десантировался. Командование воздушно-десантными бригадами осуществлял непосредственно командующий фронтом, координирование их действий не предусматривалось.[источник не указан 476 дней]
2. План операции готовился в спешке: 17 сентября издана директива Ставки, а 19 сентября план уже был готов и утвержден представителем Ставки Маршалом Советского Союза Г. К. Жуковым.[источник не указан 476 дней]
3. Разведка будущей полосы действий десанта не производилась. А между тем накануне операции в этот район прибыли крупные силы противника из состава 24-го и 48-го танковых корпусов вермахта (5 дивизий, в том числе 1 танковая и 1 моторизованная), спешно переброшенные на этот участок как на наиболее вероятный рубеж выхода советских войск к Днепру. Этот факт не был замечен советской разведкой. Поэтому вся операция изначально была обречена — вместо засад против вражеских колонн и разгрома подходящих резервов на марше десантникам пришлось вести бой с уже вышедшими на рубежи обороны немецкими резервами[2].[уточнить]
4. Сроки подготовки операции оказались нереальными — сосредоточение бригад на исходных аэродромах завершилось не 21-го (как по плану), а 24 сентября — за несколько часов до начала операции.[источник не указан 476 дней]
5. Н. Ф. Ватутин объявил решение на операцию только в середине дня 23 сентября, причём не командирам частей, а командующему ВДВ, которому пришлось выезжать в штаб корпуса и вызывать командиров бригад. Те, в свою очередь, разработали задачи подразделениям и объявили их днём 24 сентября, за несколько часов до посадки десанта в самолёты. В итоге личный состав практически не знал своих задач в предстоящей операции, инструктаж бойцов производился уже в полёте. Ни о какой подготовке взаимодействия подразделений в предстоящем бою таким образом не было даже речи[3].
6. Отсутствие организации управления в тылу врага: штабы летели в полном составе в одних самолётах (но без раций и радистов), запасные группы управления отсутствовали.
7. Место высадки десанта не было оборудовано сигналами — подготовленная для этого группа обеспечения по неизвестным причинам выброшена не была.
8. Взаимодействие с действовавшими в районе высадки партизанскими отрядами (около 700 человек) даже не предусматривалось[4].

## Ход боевых действий

Места высадки

### Начало операции: десантирование
Вылет первых самолётов начался в 18:30 24 сентября. Сама операция по высадке производилась в большой неразберихе — возникла путаница из-за непроработанной посадки в самолёты, были задержки с подачей автомашин-бензозаправщиков, из-за изношенности поданных самолётов в них загружалось меньше бойцов, чем было предусмотрено. В итоге вместо 500 вылетов на десантирование было выполнено только 296. Выброска первого эшелона десанта (3-я вдбр, часть сил 5-й вдбр) была осуществлена в ночь на 25 сентября в сложных условиях при сильном зенитном огне противника. В результате многие экипажи самолётов потеряли ориентировку и произвели выброску десантников не в запланированном районе высадки размерами 10х14 километров, а на огромной площади 30х90 километров. При этом 13 самолётов не нашли свои районы высадки и вернулись на аэродромы с десантниками, экипаж одного самолёта высадил бойцов прямо в Днепр (все утонули), а некоторые — над позициями своих войск (так оказались высажены 230 десантников, причём некоторые из них даже не над плацдармом, а на восточном берегу Днепра). Места высадки бойцов из нескольких самолётов вообще установить не удалось, об их судьбе ничего не известно.
Но и в намеченном районе высадки она из-за зенитного огня производилась неправильно — с высоты в 2000 метров вместо 600 и на большой скорости. В результате десантники оказались разбросаны в обширном районе (полоса высадки превысила 60 километров) и приземлялись поодиночке, а не подразделениями. Основная часть десантников оказалась в расположении вражеских войск и понесла большие потери. Связь штаба фронта с бригадами была потеряна и дальнейшее десантирование прекращено. Не успевшие десантироваться части 5-й воздушно-десантной бригады были возвращены на исходные аэродромы..
Всего к утру 25 сентября было выброшено: из 3-й вдбр — 3050 человек, из 5-й вдбр — 1525 человек, всего 4575 парашютистов (из них 230 — над своей территорией) и 660 контейнеров со снабжением. Ещё 2017 человек и 590 контейнеров, а также вся артиллерия и миномёты выброшены не были.
Выброшенные десантники оказались в исключительно тяжёлом положении — мелкими группами и поодиночке они находились в густо насыщенной войсками противника полосе, и вели неравный бой при острейшем недостатке боеприпасов, только лёгким стрелковым оружием, не зная местность и обстановку. Большое число бойцов погибло в первые часы операции: по донесению немецкого командования, в течение суток 25 сентября уничтожены 692 десантника, ещё 209 захвачены в плен. Каждая группа десантников действовала самостоятельно — одни пробивались подальше от линии фронта к партизанам, другие наоборот пытались прорваться через фронт на Букринский плацдарм. В лесу восточнее села Грушево исключительно упорный бой вели примерно 150 бойцов из состава 3-й вдбр. Все они довольно быстро погибли. К вечеру 25 сентября вели бой примерно 35 групп десантников численностью до 2 300 человек. Не владея информацией о положении десанта, командование фронтом отказалось от высадки второго эшелона десанта — 1-й воздушно-десантной бригады, запланированной в ночь на 26 сентября.

### Действия в тылу врага
К концу сентября наиболее крупные группы десантников действовали в районе Каневского леса (600 человек), у села Черныши (200 человек), четыре группы общей численностью до 300 человек — в районе Яблонова. Все они не имели связи с командованием фронта. При попытках связаться с десантом 26 — 28 сентября погибли три заброшенные в тыл группы радистов и был сбит самолёт, после чего попытки установить связь с бойцами десанта были прекращены.
Уцелевшие радисты десанта тоже не могли установить связь с фронтом, потому что офицеры, имевшие при себе коды связи, все погибли при высадке. Только 5 или 6 октября во многом случайно радиосвязь удалось установить.
К 5 октября командир 5-й вдбр подполковник П. М. Сидорчук объединил ряд групп, действовавших в Каневском лесу (южнее города Канев, около 1 200 человек). Он сформировал из уцелевших бойцов сводную бригаду, установил взаимодействие с местными партизанами (до 900 человек), и организовал ведение активных боевых действий в тылу врага. Когда 12 октября противнику удалось окружить район базирования 5-й бригады, в ночь на 13 октября в ночном бою было прорвано кольцо окружения и бригада с боем прорвалась из Канёвского леса на юго-восток в Таганчанский лес (в 15—20 километров севернее города Корсунь-Шевченковский). Там бойцы вновь развернули активные диверсионные действия, парализовали движение по железной дороге и уничтожили несколько гарнизонов. Когда противник стянул туда крупные силы с танками, бригада совершила повторный прорыв, перейдя на 50 километров в район западнее города Черкассы.

### Содействие войскам 52-й армии в захвате плацдарма
Там была установлена связь с 52-й армией 2-го Украинского фронта, в полосе наступления которой оказалась бригада. Действуя по единому плану, совместным ударом с фронта и с тыла, десантники оказали большую помощь частям армии в форсировании Днепра на этом участке 13 ноября. В результате были захвачены три крупных села — опорные узлы обороны, нанесены значительные потери противнику, обеспечены успешное форсирование Днепра частями 52-й армии и захват плацдарма в районе Свидивок, Сокирна, Лозовок. В дальнейшем части бригады вели боевые действия на этом плацдарме, сыграв большую роль в его расширении. 28 ноября все десантные части были выведены из боя и отведены в тыл на переформирование.

## Итоги операции
Операция не достигла поставленных целей. Многочисленные ошибки и недостатки в её подготовке сорвали первоначальный план операции. Однако десантники активными действиями оттянули на себя крупные силы противника и нанесли ему значительные потери в живой силе и технике. По советским данным, было уничтожено до 3000 немецких солдат (по российским — более 7000 убитыми), уничтожено 15 эшелонов, 52 танка, 6 самоходных орудий, 18 тягачей и 227 автомашин.
Личный состав десанта, сражаясь в тылу врага, проявил массовый героизм, мужество и стойкость в боях. Звание Героя Советского Союза было присвоено командирам воздушно-десантных батальонов майору А. А. Блувштейну, старшему лейтенанту С. Г. Петросяну, бронебойщику младшему сержанту И. П. Кондратьеву.

## Оценка Ставки
Проведение операции было очень негативно оценено И. В. Сталиным, направившем директиву следующего содержания:

ДИРЕКТИВА СТАВКИ ВГК № 30213 КОМАНДУЮЩЕМУ ВОЙСКАМИ ВОРОНЕЖСКОГО ФРОНТА, ПРЕДСТАВИТЕЛЯМ СТАВКИ
О ПРИЧИНАХ НЕУДАЧИ ВОЗДУШНОГО ДЕСАНТА НА ВОРОНЕЖСКОМ ФРОНТЕ И ОБ ИЗЪЯТИИ ВОЗДУШНО-ДЕСАНТНЫХ БРИГАД ИЗ ПОДЧИНЕНИЯ КОМАНДОВАНИЯ ФРОНТА 

3 октября 1943 г. 01 ч 40 мин 

Констатирую, что первый воздушный десант, проведенный Воронежским фонтом 24 сентября, провалился, вызвав массовые ненужные жертвы. Произошло это не только по вине тов. Скрипко, но и по вине тов. Юрьева (псевдоним Г. К. Жукова) и тов. Ватутина, которые должны были контролировать подготовку и организацию выброски десанта. 

Выброска массового десанта в ночное время свидетельствует о неграмотности организаторов этого дела, ибо, как показывает опыт, выброска массового ночного десанта даже на своей территории сопряжена с большими опасностями. 

Приказываю оставшиеся полторы воздушно-десантные бригады изъять из подчинения Воронежского фронта и считать их резервом Ставки. 

 И.СТАЛИН 
.